# تکوین رویان انسان

مراحل آغازین رشد رویان انسان (جنین‌زایی)

تکوین رویانی انسان (به انگلیسی: Human embryonic development) یا رویان‌زایی انسان (به انگلیسی: human embryogenesis)، رشد و تشکیل جنین انسان است. با فرآیندهای تقسیم سلولی و تمایز سلولی جنین که در مراحل اولیه رشد رخ می‌دهد مشخص می‌شود. از نظر زیست‌شناختی، رشد بدن انسان نیازمند رشد از یک زیگوت تک‌سلولی به یک انسان بالغ است. لقاح زمانی رخ می‌دهد که سلول اسپرم با موفقیت وارد سلول تخمک (اووم) شده و با آن ترکیب می‌شود. سپس مواد ژنتیکی اسپرم و تخمک باهم ترکیب می‌شوند و زیگوت تک‌سلولی را تشکیل می‌دهند و مرحله ژرمینال رشد آغاز می‌شود. رشد جنینی در انسان، هشت هفته اول رشد را پوشش می‌دهد. در آغاز هفته نهم رویان را جنین می‌نامند. هشت هفته ۲۳ مرحله دارد.
رویان‌شناسی انسان (به انگلیسی: Human embryology) مطالعه رشد رویان در طول هشت هفته اول پس از لقاح است. دوره طبیعی بارداری (بارداری) حدود ۹ ماه یا ۴۰ هفته است.
مرحله ژرمینال به زمان لقاح تا رشد جنین اولیه تا تکمیل لانه‌گزینی در رحم اشاره دارد. مرحله جوانه زدن حدود ۱۰ روز طول می‌کشد. در طی این مرحله، زیگوت تقسیم را در فرآیندی به نام تسهیم آغاز می‌کند. سپس یک بلاستوسیست تشکیل می‌شود و در رحم کاشته می‌شود. رویان‌زایی با مرحله بعدی گاسترولاسیون ادامه می‌یابد، زمانی که سه لایه زایای رویان در فرآیندی به نام بافت‌زایی تشکیل می‌شود و فرآیندهای عصبی‌سازی و اندام‌زایی به دنبال دارد.
در مقایسه با رویان، جنین دارای ویژگی‌های خارجی قابل تشخیص‌تر و مجموعه کامل‌تری از اندام‌های در حال رشد است. کل فرایند رویان‌زایی شامل تغییرهای هماهنگ مکانی و زمانی در بیان ژن، رشد سلولی و تمایز سلولی است. یک فرایند تقریباً یکسان در گونه‌های دیگر، به‌ویژه در میان طنابداران رخ می‌دهد.
هنگامی که تعداد سلول‌ها در حدود شانزده عدد باشد، کره جامد سلول‌ها در زونا پلوسیدا (zona pellucida) به عنوان مورولا شناخته می‌شود.
دستگاه گوارش از هفته سوم رشد را آغاز می‌کند و در هفته دوازدهم اندام‌ها به درستی در جایگاه خود قرار می‌گیرند.

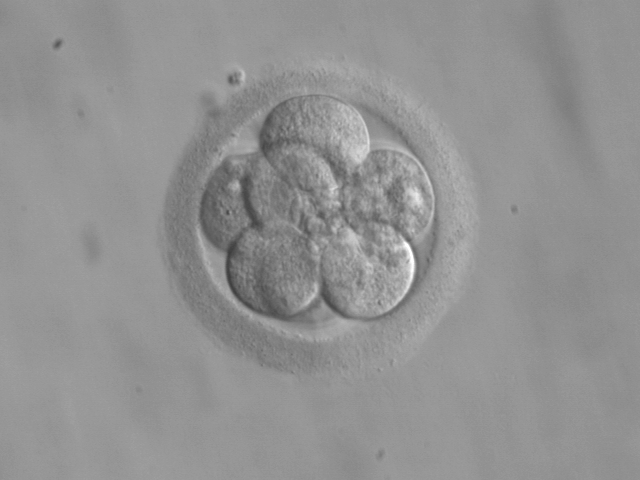
رویان هشت‌سلولی، در سه روز

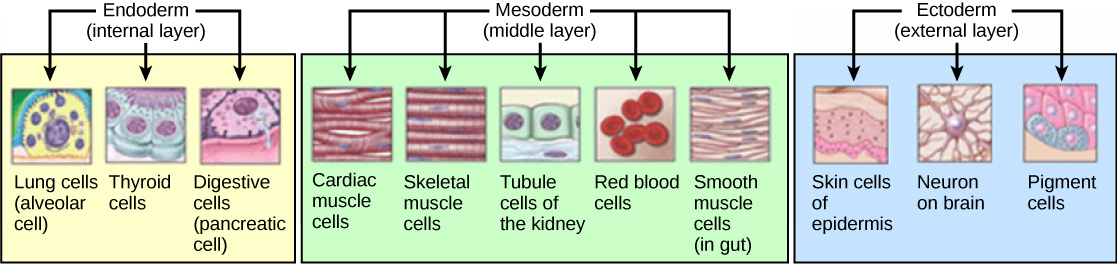
بافت‌زایی سه لایه جوانه

## نگارخانه

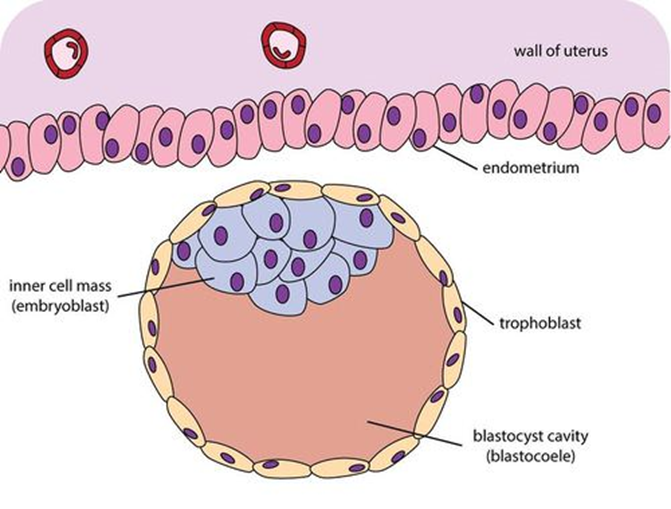
بلاستوسیست با توده سلولی درونی و تروفوبلاست

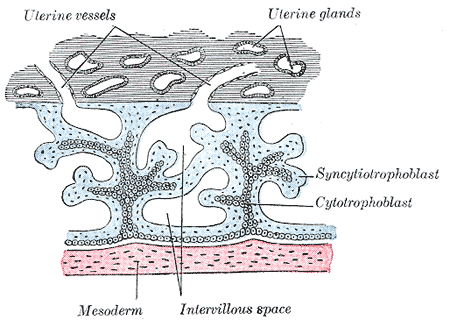
تمایز تروفوبلاست

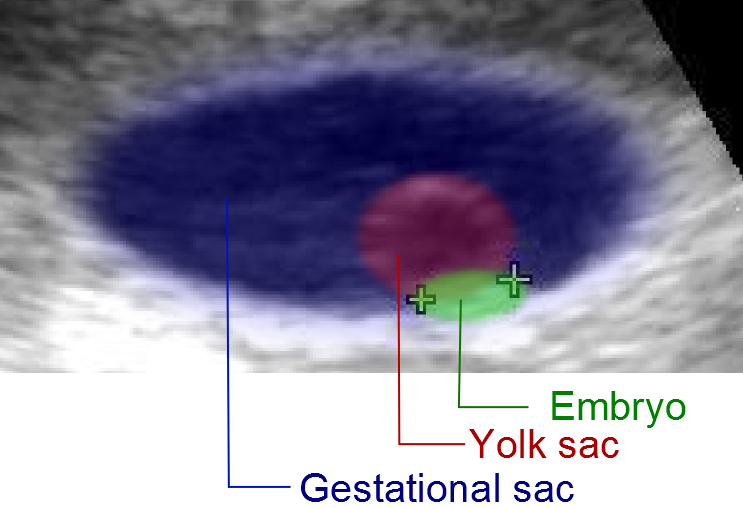
رنگ مصنوعی - کیسه حاملگی، کیسه زرده و رویان (اندازه ۳ میلی‌متر در پنج هفته)

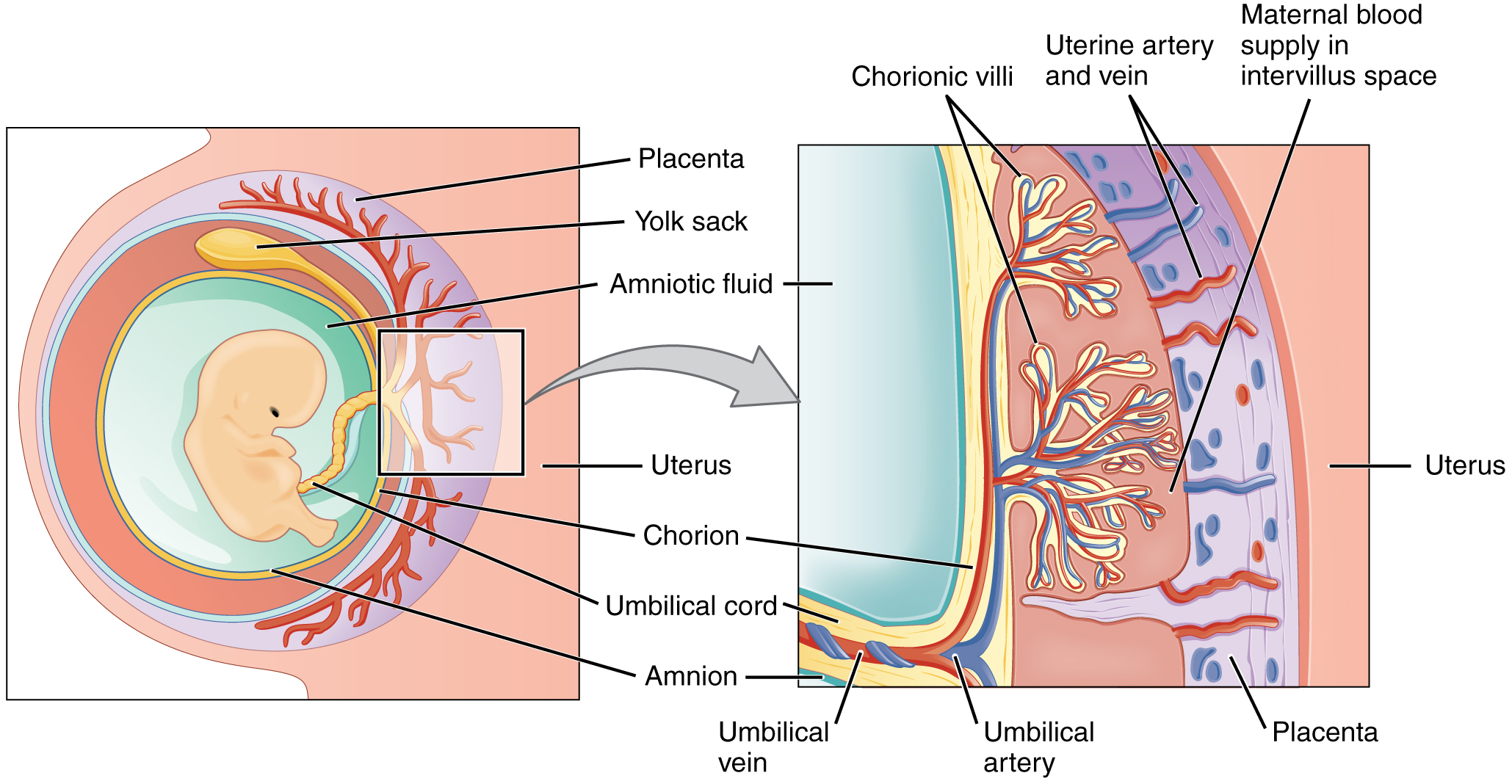
رویان متصل به جفت در حفره آمنیوتیک

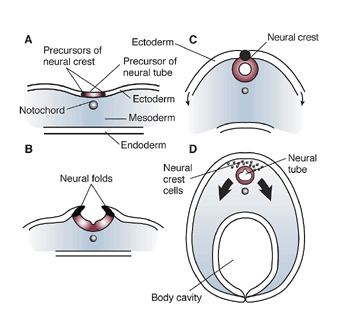
تکوین لوله عصبی

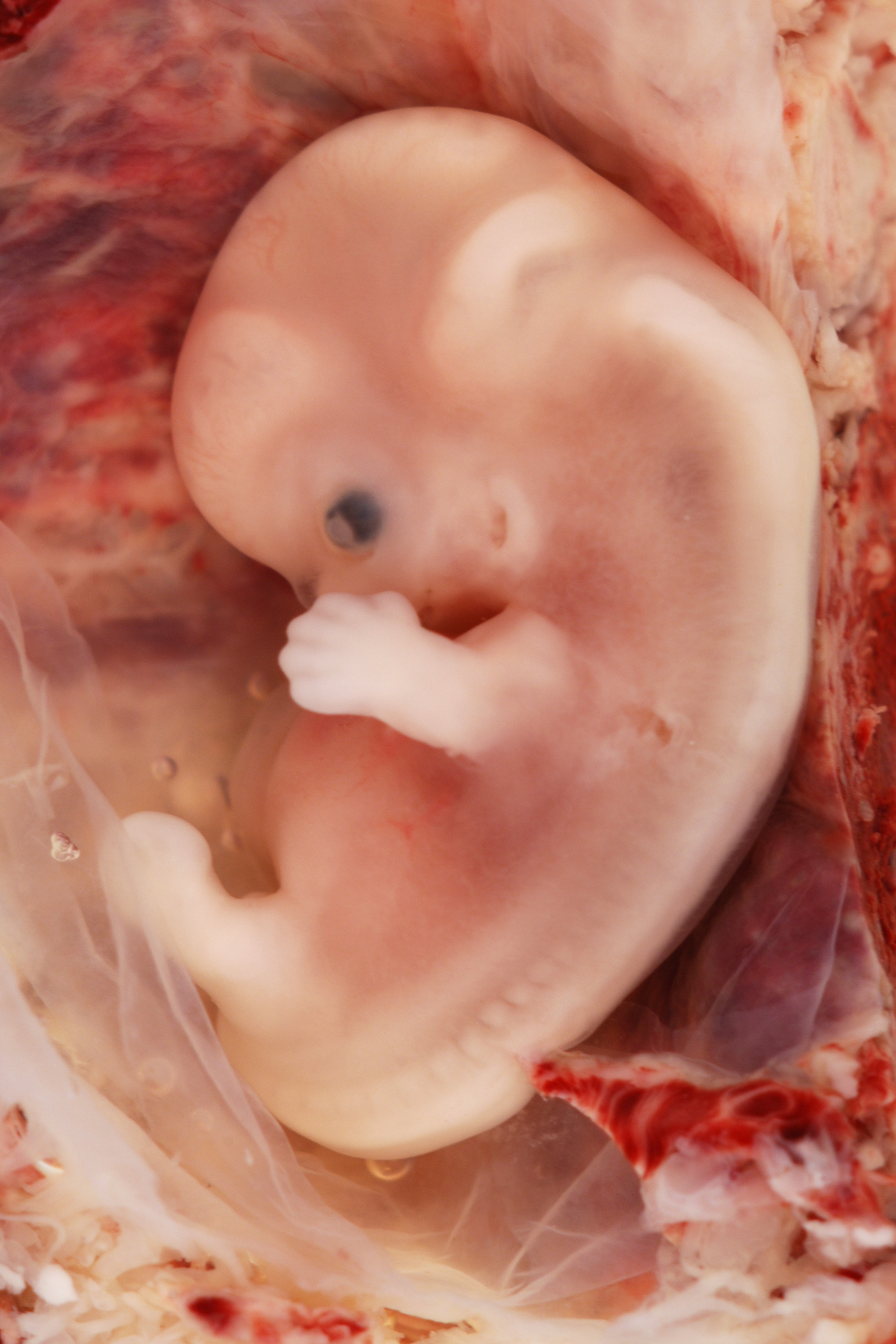
رویان نه‌هفته‌ای این در بارداری خارج از رحم

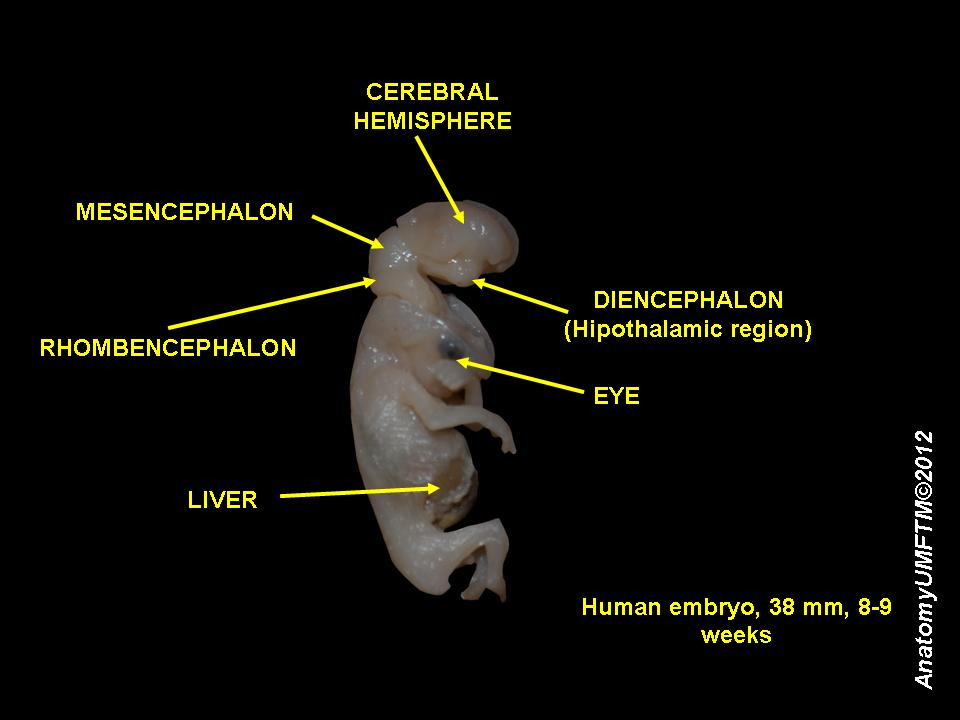
رشد مغز در رویان هشت‌هفته ی